# La Chapelle-Viel
La Chapelle-Viel é uma comuna francesa na região administrativa da Normandia, no departamento Orne. Estende-se por uma área de 11,83 km². Em 2010 a comuna tinha 294 habitantes (densidade: 24,9 hab./km²).